# アメリカ野郎
『アメリカ野郎』（アメリカやろう、原題: Jim Thorpe – All-American）は、1951年に公開されたワーナー・ブラザース製作、マイケル・カーティス監督によるアメリカ合衆国の伝記映画。ネイティブアメリカンのアスリートであり、1912年のストックホルムオリンピックでメダルを獲得し、多数のスポーツで大学やプロフェッショナルチームで多大な功績を残したジム・ソープの伝記である。

## キャスト
※括弧内は日本語吹替（放送日1968年10月17日 東京12チャンネル『木曜洋画劇場』）
- ジム・ソープ：バート・ランカスター（小林修）
- グレン・S・ワーナー：チャールズ・ビックフォード（吉沢久嘉）
- ピーター・アレンダイン：スティーヴ・コクラン（仲村秀生）
- マーガレット・ミラー：フィリス・サクスター（鈴木弘子）
- 少年時代のジム・ソープ：ビリー・グレイ[注釈 1]